# Mangora socorpa
Mangora socorpa là một loài nhện trong họ Araneidae.
Loài này thuộc chi Mangora. Mangora socorpa được Herbert Walter Levi miêu tả năm 2007.